# Kibushi-Kimaore
Kibushi-Kimaore is een dialect van het Bushi. Het wordt gesproken in de Afrikaanse Frankrijk-eigendom Mayotte.

## Classificatie
- Austronesische talen
  - Malayo-Polynesische talen
    - Baritotalen
      - Oost-talen
        - Malagasitalen
          - Bushi
            - Kibushi-Kimaore

Kiantalaotse · Kibushi-Kimaore